# Xanadu-Häuser
Die Xanadu-Häuser (englisch: Xanadu Houses) waren eine Serie von experimentellen Kunststoffhäusern in den USA als Vorzeigeprojekt modernen Wohnens mit Hausautomatisation. Die architektonische Planung begann 1979, und in den frühen 1980er Jahren wurden drei Häuser fertiggestellt. Eines in Kissimmee (Florida); eines in Wisconsin Dells (Wisconsin) und eines in Gatlinburg (Tennessee). Die neuartige Bauweise und das Design der Häuser zog viele Touristen an.
Bei den Xanadu-Häusern wurde anstelle des klassischen Baustoffs Beton vor allem PU(R)-Isolierschaum verwendet, um so einfach, schnell und kostengünstig zu bauen. Die Gebäude waren ergonomisch gestaltet und enthielten einige der frühesten Systeme zur Gebäudeautomation. Das vom US-amerikanischen Architekten Roy Mason (1938–1996) entworfene Kissimmee Xanadu war das beliebteste der drei und zog auf seinem Höhepunkt täglich 1000 Besucher an. Die Häuser in Wisconsin Dells und Gatlinburg wurden Anfang der 1990er Jahre aufgrund sinkenden Besucherinteresses geschlossen und abgetragen. Das Kissimmee Xanadu schloss 1996 und wurde im Oktober 2005 abgerissen.

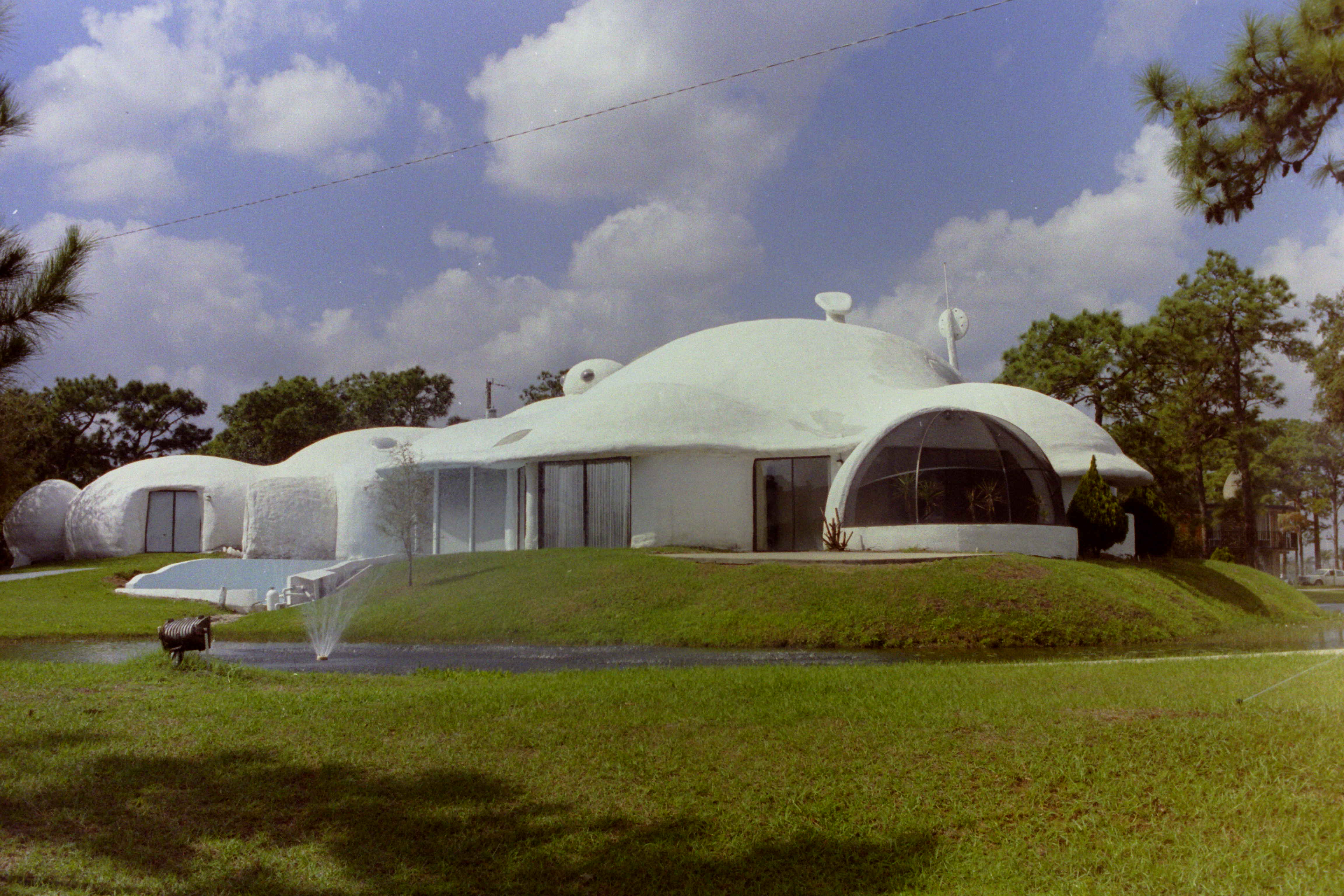
Außenansicht des Xanadu House in Kissimmee, Florida, 1990

## Geschichte

### Frühe Entwicklung
Bob Masters war ein früher Pionier bei der Konzeption von Häusern aus starrer Schaumisolierung. Bereits vor dem Entwurf der Xanadu-Häuser entwickelte Masters aufblasbare Ballons, die für den Bau solcher Häuser verwendet werden sollten.
Er wurde vom Kesinger House des Architekten Stan Nord Connolly (1937–2007) in Denver, Colorado inspiriert, einem der ersten Häuser, die aus PU-Schaum gebaut wurden. Masters errichtete 1969, während eines Schneesturms, innerhalb von drei Tagen sein erstes Haus in der Ballonbauweise.
Masters war davon überzeugt, dass diese kuppelförmigen Häuser aus Hartschaum eine sinnvolle neue Art des Wohnens sein können. So plante er, eine Reihe von Musterhäusern zu bauen. Masters Geschäftspartner Tom Gussel wählte für das Konzept den Namen „Xanadu“, eine Referenz an Xanadu, die Sommerresidenz der Yuan-Dynastie, welche in Samuel Taylor Coleridges berühmten Gedicht Kublai Khan 1816 erwähnt wurde. Das erste Xanadu-Haus wurde in Wisconsin Dells (Wisconsin) errichtet. Es wurde vom Architekten Stewart Gordon entworfen und die Arbeiten begannen im April 1979. Nach drei Monaten war das Gebäude fertiggestellt und für die Öffentlichkeit zugänglich. Die Baukosten waren aufgrund der besonderen Bauweise recht gering. Für den Quadratmeter wurden 23 Dollar (heutiger Wert ca. 80 Dollar) ausgewiesen. Die Grundfläche betrug 370 m² und beinhaltete auch ein kuppelförmiges Gewächshaus. Noch im selben Jahr verzeichnete das Haus 100.000 Besucher.

### Wirkung

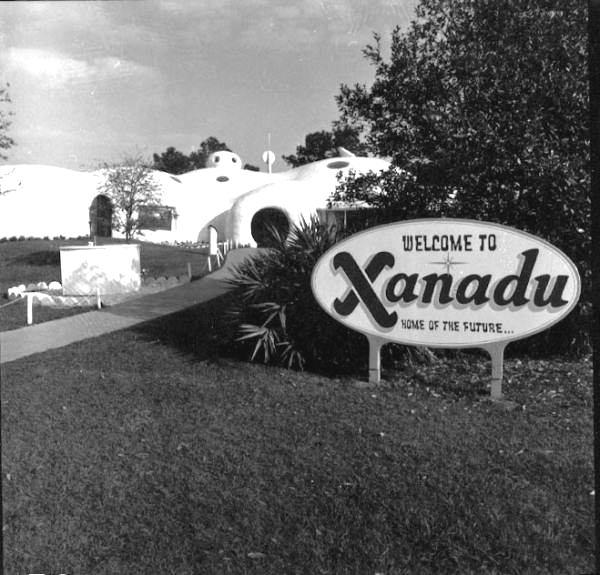
Begrüßungstafel am Kissimmee Xanadu House, 1985

Das beliebteste Xanadu House war das von Roy Mason errichtete zweite Gebäude. Masters begegnete Mason 1980 bei einem Kongress für Zukunftsfragen in Toronto. Mason arbeitete zuvor bereits an einem ähnlichen Projekt, einer „experimentelle Schule“ auf einem Hügel in Virginia. Mason und Masters wurden beeinflusst von anderen experimentellen Häusern und Baukonzepten, deren Schwerpunkte auf Ergonomie, Praktikabilität und Energieeffizienz ausgerichtet waren. Darunter jene Apartments, die vom Architekten Kishō Kurokawa gestaltet wurden und abnehmbare Baumodule enthielten und anderen Ideen, darunter ein schwimmendes Habitat aus Fiberglas von Jacques Beuf für das Leben auf Wasserflächen, Konzepte für das Unterwasserwohnen des Architekten Jacques Rougerie und dem Haus des US-amerikanischen Architekten Don Metz aus den 1970er Jahren, welches Erde als Isolierung nutzte.
Und fünfzig Jahre zuvor, 1933, wurden auf der „Homes of Tomorrow Exhibition“ anlässlich der Century of Progress-Ausstellung in Chicago Häuser mit Klimaanlage, Warmluftheizung, modernster Elektriksicherheit (u. a. Leitungsschutzschalter) und Überwachungskameras vorgestellt.
Mason glaubte, dass das Xanadu-Haus die gängige Sichtweise der Menschen gegenüber Häusern, die lediglich als ein wenig mehr als leblose, passive Schutzräume gegen die Elemente seien, verändern würde. „Niemand hat ein Haus wirklich als ein umfassendes organisches System angesehen“, sagte Mason, der auch Redakteur des Architekturressorts der Zeitschrift The Futurist, einer Publikation der World Future Society, war. „Ein Haus kann Intelligenz haben und jeder Raum kann Intelligenz haben.“ Die geschätzten Baukosten für ein solches Haus wurden mit 300.000 US-Dollar veranschlagt. Roy Mason plante auch eine besonders kostengünstige Version, die, inklusive der vollständigen Hausautomatisation, lediglich 80.000 $ kosten würde, um zu zeigen, dass Häuser, die modernste Computertechnik nutzen, nicht teuer sein müssen. Ein derart kostengünstiges Xanadu House wurde nie gebaut; jedoch wurden in den USA etwa 1.000 „normale“ Häuser auf diese Weise errichtet.
Die Walt Disney Company eröffnete ihren Epcot-Vergnügungspark in Florida am 1. Oktober 1982 (ursprünglich geplant als eine „reale Stadt, die niemals aufhören würde eine Blaupause [Idee] der Zukunft zu sein.“). Masters, Erik V. Wolter, ein befreundeter Lehrer der Aspen High School und Mason beschlossen, ein Xanadu-Haus einige Meilen entfernt in Kissimmee zu öffnen. Es wurde nach mehreren Jahren der Planung und Konzeptentwicklung 1983 eröffnet.
Das Kissimmee Xanadu war über 560 m² groß, deutlich größer als ein durchschnittliches Haus, da es als Musterhaus geplant wurde. In den 1980er Jahren besuchten pro Tag mehr als 1000 Menschen die neue Attraktion des Ortes. Ein drittes Xanadu-Haus wurde in Gatlinburg, Tennessee gebaut. Etliche Tourismusunternehmen priesen die Häuser werbeträchtig als „Heimstätte der Zukunft“ („Home of the Future“) an.

## Design

### Konstruktion
Die Errichtung des Xanadu-Hauses in Kissimmee begann mit dem Gießen einer Bodenplatte aus Beton und dem Aufstellen eines Spannringes mit einem Durchmesser von 12 Metern, um das gewölbte Dach zu stabilisieren, das später der Hauptraum („Great Room“) des Hauses werden sollte. Ein vorgeformter Luftsack aus Vinyl wurde am Spannring befestigt und mit großen Gebläsen vollständig aufgepumpt. Dann wurde auf Oberfläche des Ballons PU-Schaum gespritzt, der sich binnen kürzester Zeit auf sein 30-faches Volumen ausdehnte und anschließend aushärtete. Durch mehrfache Wiederholung dieses Vorgangs wurde innerhalb weniger Stunden eine ca. 15 Zentimeter dicke stabile, kugelförmige Struktur erschaffen. In das Material wurden drei umlaufende Rohre verlegt, durch die später gekühltes Wasser für ein besseres Raumklima (im heißen Sommer Floridas) fließen sollte. Sobald der Schaum vollständig ausgehärtet war, wurde der Ballon entfernt, um zum Bau der zweiten Kuppel eingesetzt zu werden. Als diese fertiggestellt und auch hier der Luftsack entfernt worden war, wurden die beiden Räume durch ein Drahtgeflecht miteinander verbunden. Dieses wurde ebenfalls mit Schaum besprüht, um eine Verbindungsgalerie oder Korridor zu bilden.
Dieser Prozess wurde so lange wiederholt, bis das Haus vollständig fertiggestellt war. Fenster, Dachlichter und Türöffnungen wurden einfach hinein geschnitten und die jeweiligen Rahmen mit PU-Schaum eingepasst. Zum Schluss wurde auf die Wände eine zwei Zentimeter dicke, feinere, glattere sowie feuerfeste Schaumschicht aufgebracht, welche auch leicht zu reinigen war. Außen wurde eine Beschichtung aus weißer Elastomer-Farbe aufgebracht.

### Innenausstattung
Ein Xanadu Haus wurde nach ergonomischen Gesichtspunkten gestaltet, mit dem „Bewohner der Zukunft“ vor Augen. Geschwungene Wände, farbige Betonböden anstelle von Teppichen, eine helle Farbgebung mit kühlen Farben und ein offener Grundriss, der Räume ohne Türen miteinander verbindet, waren die Teile dieser Idee. Das Haus hatte mindestens zwei Eingänge und große Rundfenster. Das Innere des Hauses war höhlenartig aufgebaut; mit engen Räumen und niedrigen Decken, obwohl es nicht klar ist, ob diese Berichte das gleiche Xanadu-Haus mit der drei Meter hohen Kuppel beschreiben. Die Innenräume verwendeten eine creme-pastellige Farbe für die Wände und ein blasses Grün für den Boden.
Das elektronische Innenleben des auf modernste Gebäudeautomation ausgerichteten Xanadu House in Kissimmee wurde von Computern der Firma Commodore gesteuert. Eine anfängliche Sorge war, dass die Stromkosten zu hoch sein würden, da mehrere Computer rund um die Uhr im Einsatz sein würden. Mason ging jedoch davon aus, dass ein zentraler Computer den Energieverbrauch aller anderen Computer im Haus steuern könnte. Das Gebäude besaß 15 Räume; hier waren besonders die Küche, der Partyraum, das Thermalbad und die Schlafzimmer computerisiert. Das Hausautomationskonzept der Xanadu-Häuser basierte auf Ideen, welche in den 1950er Jahren und auch zuvor schon diskutiert wurden. Mit den Xanadu-Häusern wurde das Ziel verwirklicht, all diese ersten Ideen in ein neues und funktionierendes Konzept einzubinden. Im Inneren des Hauses gab es ein elektronisch gesteuertes Besucherleitsystem und das Wohnzimmer verfügte über Bildschirme, die neuartige bewegliche Computergrafiken anzeigten. Es gab Sicherheits- und Feuerschutzsysteme, ebenso wie ein Badezimmer mit einstellbarem Raumklima und einem solarbeheizten Dampfbad.
Inmitten des Gebäudes lag der Great Room, der analog seines Namens auch der größte Raum des Hauses war. Er hatte drei künstliche Bäume, die das Dach stützten und auch zur Beheizung des Raumes dienten. Der Great Room besaß einen sprudelnden Brunnen mit mehreren Becken (Raumklima), ein kleines Fernsehsystem und einen Videoprojektor. Die Unterhaltungselektronik des Wohnzimmers wurde aufgrund seiner sozialen Funktion und zentralen Anordnung von den Erbauern als ein „elektronisches Lagerfeuer“ („hearth“) beschrieben. Benachbart lag das mit einer großen Fensterfront lichtdurchflutete Esszimmer mit einem im Boden versenkten Glastisch und darum herum 12 fest angeordneten Sitzgelegenheiten.
Die Küche war zwar modern und hatte ein Computerterminal, war aber keineswegs „vollautomatisert“. Der Computer mit Namen Autochef (etwa „automatischer Koch“) unterbreitete Vorschläge für ausgewogene Mahlzeiten, konnte ein Haushaltsbuch führen und verwaltete sonstige Notizen und Kalendereinträge. Zubereitet wurden die Mahlzeiten allerdings auf konventionelle Weise, unter anderem mit Produkten aus dem angeschlossenen Gewächshaus. Es gab Wasserhähne, die sich einschalteten, wenn ein Glas daruntergehalten wurde und einen Umluft-Mikrowellenherd.
Mit dem gut ausgestatteten Büro des Xanadu-Hauses kam eine erste Idee des heutigen Home Office auf, auch wenn das hierzu bedeutendste Element, das Internet, noch nicht entwickelt war. Weitere Computerzugänge befanden sich im Schlafzimmer, wo sämtliche Funktionen des Hauses überwacht und kontrolliert werden konnten. So konnte z. B. vermieden werden, selbst aus dem Bett zu steigen, um etwa eine vergessene Küchenmaschine abzuschalten. Das Kinderzimmer enthielt die neuesten Computer mit Lernsoftware und große Bildschirme, die den Ausblick auf computergenerierte oder abgebildete Welten (z. B. Eiffelturm, Strand o. ä.) erlaubten. Die Betten konnten in die Wand eingefahren werden und gaben Platz zum Lernen und Spielen frei; es gab dazu Studiernischen, genau bemessen, um ungestört ein Buch zu lesen oder sich mit einer Handheld-Konsole (Computerspiele) zu beschäftigen.
Im elektronisch kontrollierten Entspannungsbereich (orig. „Spa“) konnten sich die Menschen in einem Whirlpool entspannen, bräunen und Sportübungen treiben. Es gab einen „Wetterraum“, der beliebige Klimasituationen, wie etwa Wind und Regen, schaffen konnte und einen Raum, in welchem Kleidung mit Ultraviolettstrahlung und Ultraschall gereinigt werden konnte.

### Niedergang

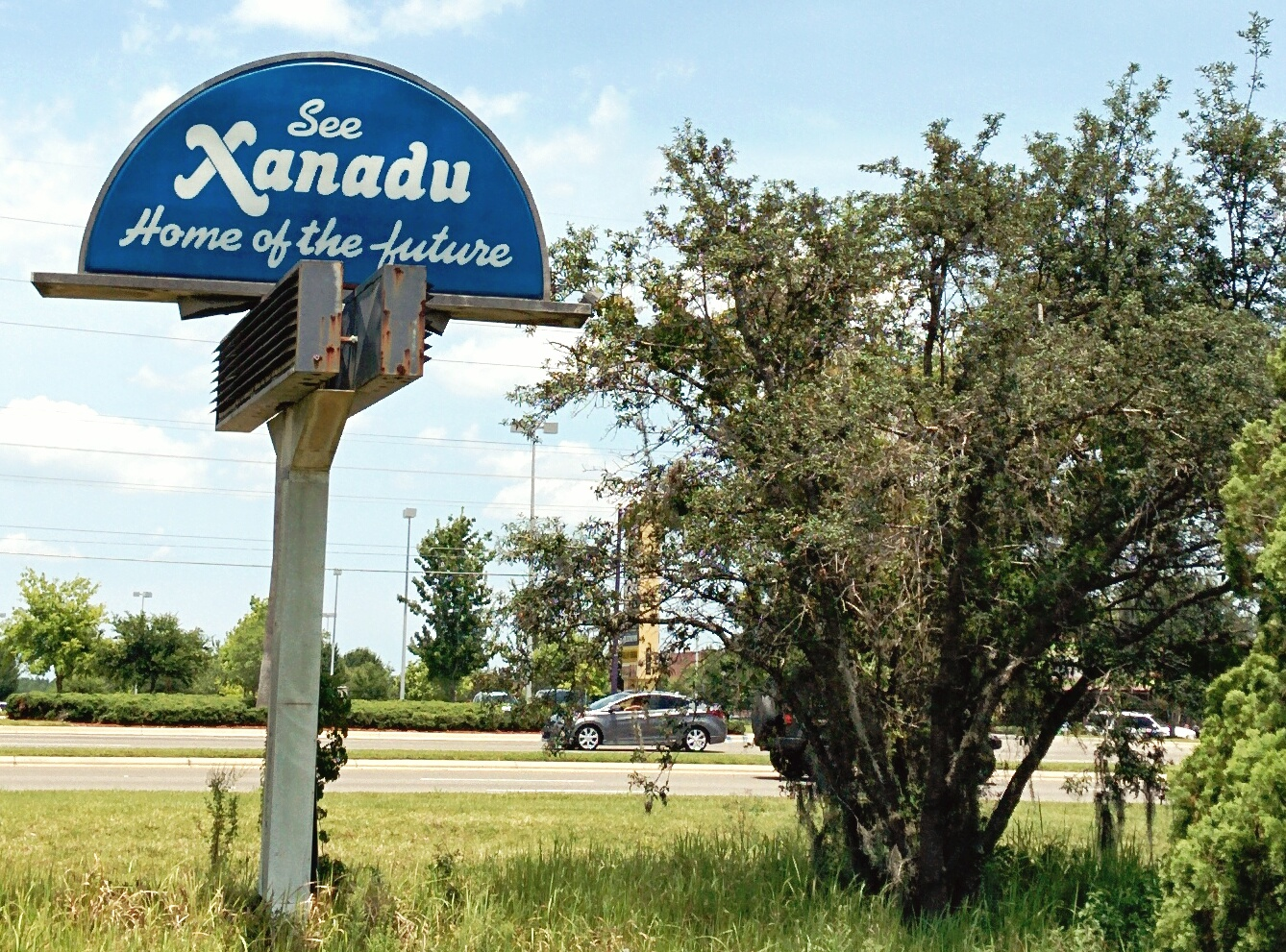
Vergessenes Hinweisschild in Hunter’s Creek, Florida, 2014

Zu Beginn der 1990er-Jahre, zehn Jahre nach ihrer Errichtung, verloren die Xanadu Houses zunehmend an öffentlichem Interesse. Der Grund war in der Weiterentwicklung der Technik und dem entsprechenden Veralten der Xanadu-Häuser zu finden. So wurden die Häuser in Wisconsin und Tennessee geschlossen und abgetragen, während das Xanadu House in Kissimmee noch bis 1996 besucht werden konnte. Dann wurde auch dieses geschlossen und 1997 verkauft. Es wurde als Büro und Lagerraum genutzt. Jedoch zwangen Schimmelbildung und Mehltaubefall die Eigentümer dazu, es wieder abzugeben. Da sich aber kein Käufer fand und das Haus verwahrloste sowie Obdachlose anzog, wurde es im Oktober 2005 abgerissen.
Das Haus wurde 2007 in einer filmischen Urban-Exploration-Dokumentation als Lost Place vorgestellt. Sie zeigte das Gebäude als baufälliges und fleckig bemoostes Haus mit offenen Türen und einem schlafenden Obdachlosen darin.

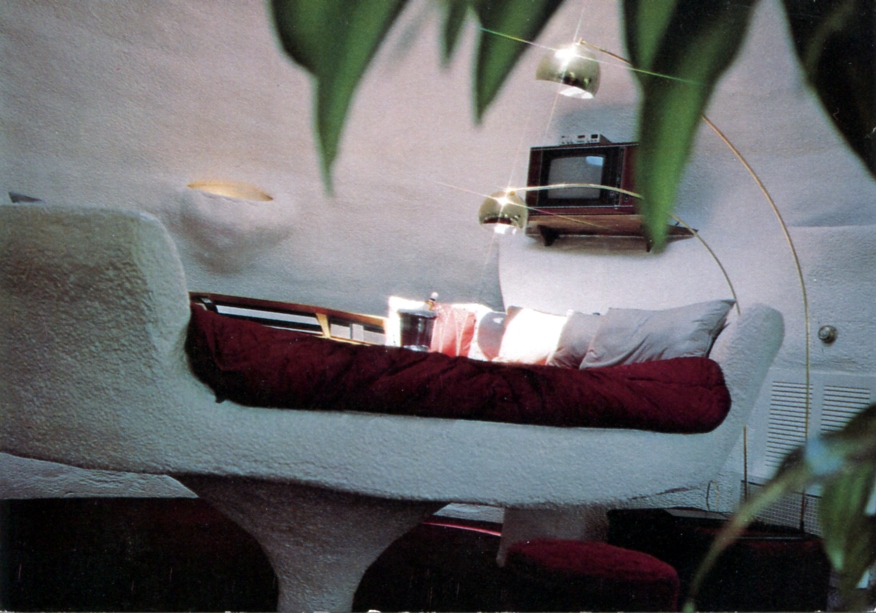
Schlafzimmer
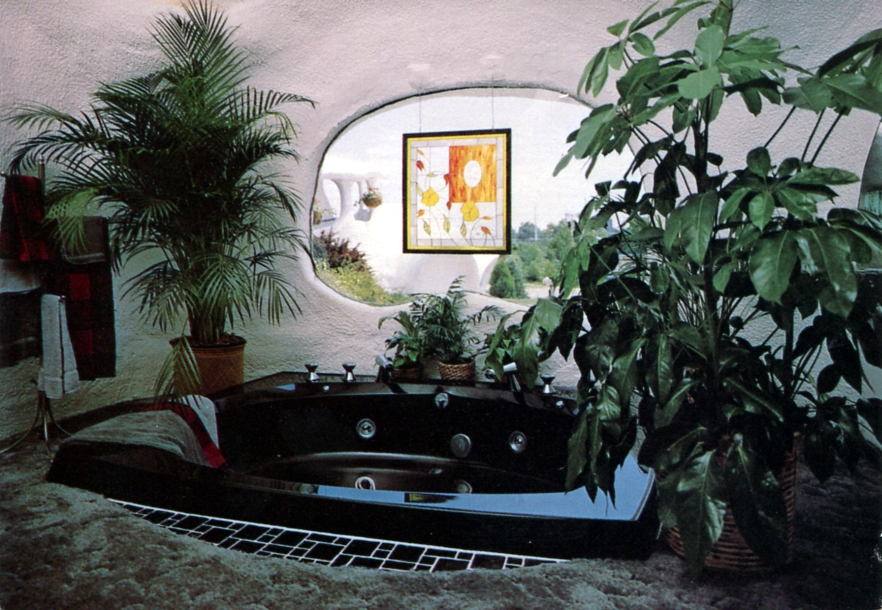
Whirlpool
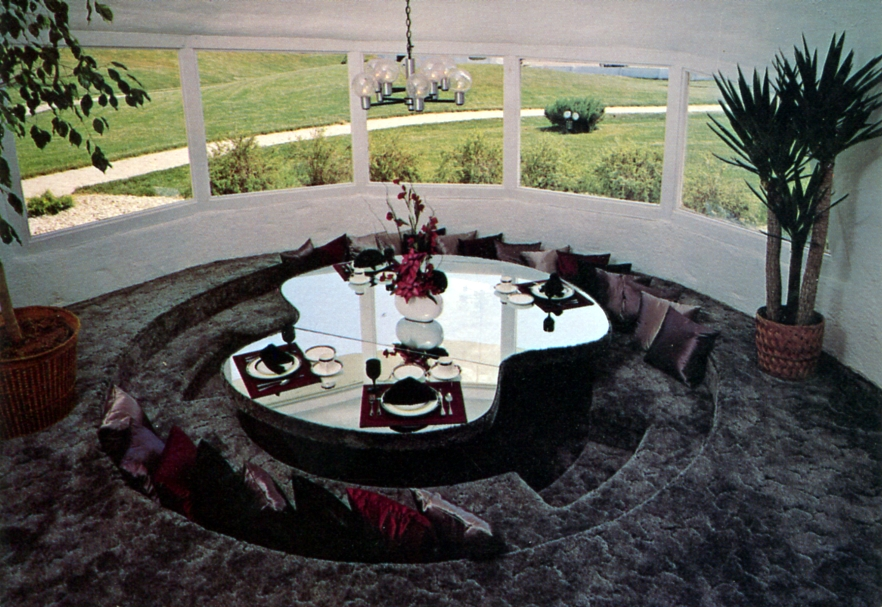
Esszimmer
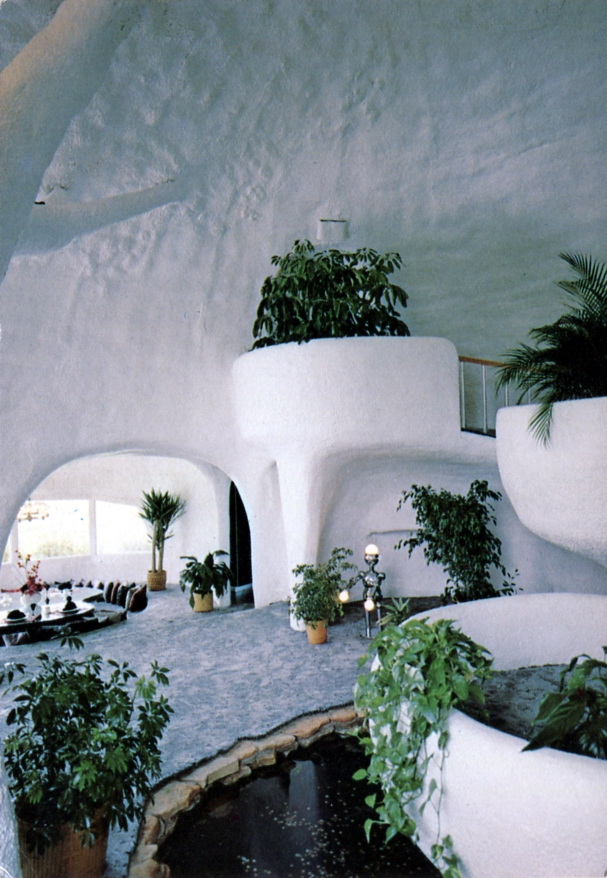
Brunnen im Wohnbereich
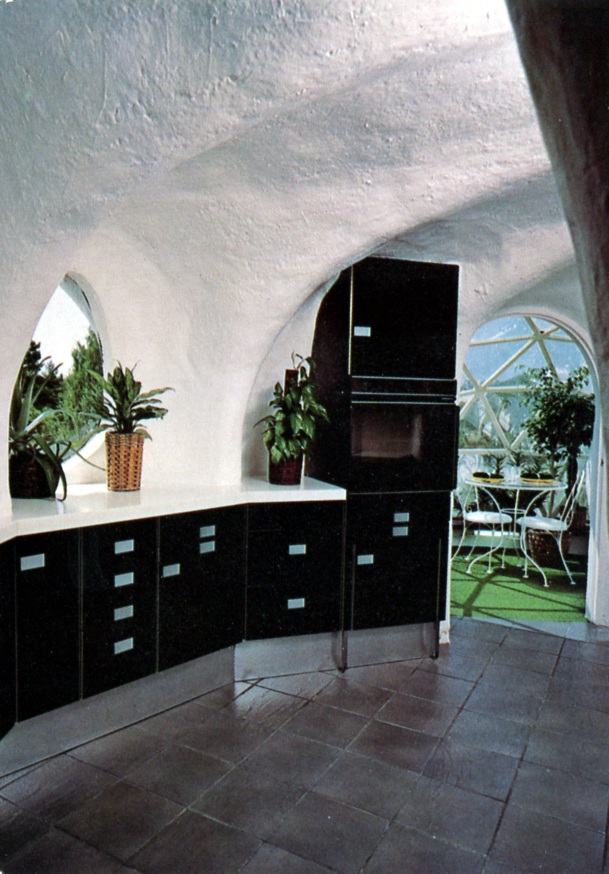
Küche
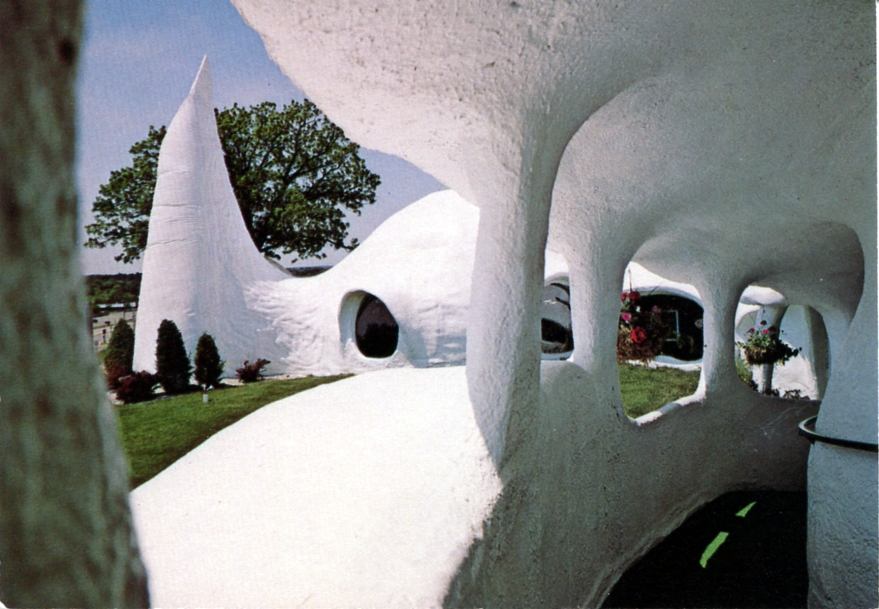
Ausblick